# Peter Michael Lynen
Peter Michael Lynen (* 7. November 1948 in Aachen; † 4. Juli 2022) war ein deutscher Jurist, Hochschullehrer an der Hochschule für Musik und Tanz Köln und Leiter des Zentrums für Internationales Kunstmanagement (CIAM).

## Leben
Peter Lynen studierte Rechtswissenschaften an den Universitäten Mainz und München. Im Jahr 1973 legte er das erste und 1976 das zweite juristische Staatsexamen ab. An der Universität zu Köln promovierte er zum Dr. iur. mit einer Dissertation zum Thema „Rundfunk als Hochschulaufgabe, Rechtsfragen des Hochschulrundfunks unter besonderer Berücksichtigung der Rechtslage in NRW“ und erhielt später eine Ehrenpromotion zum Dr. phil. an der Robert Schumann Hochschule Düsseldorf.
Von 1976 bis 1982 war Lynen an der RWTH Aachen, der Universität Bonn und für das Sekretariat der Kultusministerkonferenz in Bonn tätig. Anschließend wurde er bis 2008 an der Düsseldorfer Kunstakademie zum Kanzler berufen sowie zwischenzeitlich von 1987 bis 1990 nebenberuflich als kommissarischen Kanzler der Robert Schumann Hochschule Düsseldorf und 1996 der Folkwang Universität der Künste in Essen eingesetzt. Ab 2005 erhielt Lynen an der Hochschule für Musik und Tanz Köln zunächst eine nebenberufliche und ab 2008 bis zu seiner Pensionierung zum Sommersemester 2014 eine hauptberufliche Stelle als Professor und übernahm die Leitung des dort ansässigen Zentrums für Internationales Kunstmanagement.
Seit 2009 war Lynen Mitglied der Nordrhein-Westfälischen Akademie der Wissenschaften und der Künste sowie Sekretär der Klasse für Künste und damit Vizepräsident der Akademie. Peter Lynen beriet und wirkte in verschiedenen deutschen und ausländischen Institutionen der Wissenschaft und Kunst mit. Seine Schwerpunkte in Forschung, Lehre und Weiterbildung waren das Recht und das Management von Kunst und Wissenschaft. Seit Juni 2014 war Lynen als Rechtsanwalt mit den Schwerpunkten Kunst- und Wissenschaftsrecht bei der Kölner Kanzlei Dr. Mahmoudi & Partner Rechtsanwälte tätig. Zudem hielt er seit 2015 eine Honorarprofessur in Tianjin, China zum Kulturmanagement inne und übernahm 2016 eine Interimskanzlerschaft an der Hochschule für Künste Bremen.
Lynen starb am 4. Juli 2022 im Alter von 73 Jahren.

## Schriften
- Fug und Unfug: Ein Abecedario. Königshausen & Neumann, Würzburg 2020
- Kunst ist nicht lehrbar – oder doch? Mainz, 2012
- Kunstrecht 1: Grundlagen des Kunstrechts. Wiesbaden, 2013
- Kunstrecht 2: Schwerpunkte des Kunstgewährleistungsrechts. Wiesbaden, 2013
- Kunstrecht 3: Schwerpunkte des Kunstwirtschaftsrechts. Wiesbaden 2013 (Reihe Kunst- und Kulturmanagement im VS-Verlag)
- Entwicklungen des Hochschulorganisationsrechts und rechtliche Besonderheiten der „anderen“ Hochschulen. In: „Hochschulrecht – Ein Handbuch für die Praxis“, (Hrsg. Hartmer/Detmer) 2. Auflage, Heidelberg 2010
- Das Recht der Kunsthochschulen. In: Hailbronner/Geis (Hrsg.) Kommentar zum Hochschulrahmengesetz, 18. Lieferung, August 1997

Lynen war (Mit-)Herausgeber von der Schriftenreihe des Nomos-Verlages zum Kunst- und Kulturrecht, Mitveranstalter der Heidelberger Kunstrechtstage, Mitherausgeber der „Moyländer Diskurse zu Kunst und Wissenschaft“ sowie Herausgeber der CIAM-Bände. Zudem hat Lynen eine Reihe von Vorträge und Aufsätzen veröffentlicht:
- Die sieben Grundprobleme der öffentlichen Förderung von Kunst und Kultur. In: CIAM V, Kultur als Staatsaufgabe, Düsseldorf, 2016, S. 21–53.
- Kunst, Kunstbegriff und Unschärfe – alte Fragen und neue Tendenzen. In: Plenum 5, NRW-Akademie der Wissenschaften und der Künste, Interdisziplinäres Plenum Unschärfe, Düsseldorf, 2016, S. 7–27.
- Kunstmarkt, Recht und Compliance – Gestaltungsprinzipien und Grenzen, Hausmann (Hrsg.) Handbuch des Kunstmarkts, 2014
- Kunsthochschulen und Kunstmarkt – Funktionen und Wechselwirkungen, Hausmann (Hrsg.) Handbuch des Kunstmarkts, 2014
- Rezension zu Karoline Sophia Bülow, Persönlichkeitsrechtsverletzungen durch künstlerische Werke, DVBl 2014, S. 505 f.
- Die Kunstakademie Düsseldorf als staatliche Einrichtung und Künstlergemeinschaft – Die Geschichte der Kunstakademie Düsseldorf. 1. Auflage. Berlin 2014, S. 37–64.
- Hans Peter Thurn als Mitglied der Kunstakademie Düsseldorf – Die Geschichte der Kunstakademie Düsseldorf. 1. Auflage. Berlin 2014, S. 98.
- Vorwort und Einführung, in Forum 3 NRW-Akademie der Wissenschaften und der Künste, Strategien der Desinformation,Paderborn 2013, S. 7–14.
- Kunst ist nicht lehrbar – oder doch? Reflexionen über ein Paradox / Rede zur Semestereröffnung an der Kunsthochschule Mainz am 16. April 2012, Ingelheim 2012.
- Drei grundlegende Mängel des Buchs „Der Kulturinfarkt: Von Allem zu viel und überall das Gleiche“ (Seite nicht mehr abrufbar. Suche in Webarchiven)
- Kunstrecht als Disziplin – Stand, Inhalte, Methoden, Entwicklungen, Geimer, Reinhold; Schütze. Rolf A. (Hrsg.): Recht ohne Grenzen, Festschrift für Athanassios Kaissis zum 65. Geburtstag, München, 2012, S. 587 ff.
- Der Honorarvertrag als Instrument im Personalwesen öffentlicher und privater Kulturbetriebe –Zauberformel oder Irrweg? Hausmann, A/Murzik, L. (Hrsg.): Erfolgsfaktor Mitarbeiter?! Wirksames Personalmanagement für Kulturbetriebe. Wiesbaden 2012.
- Rechtliche Rahmenbedingungen für Rituale der Kunst, Moyländer Diskurse zur Kunst und Wissenschaft, Band 3, Rituale der Kunst, Oberhausen 2011.
- Vom Rapport zum Report. Sinn und Unsinn der Reportings an Kunst- und Musikhochschulen, Wissenschaftsmanagement Zeitschrift für Innovation, Heft 3, 2011, S. 16–19.
- Typisierung von Hochschulen: Pädagogische Hochschulen, Kunst- und Musikhochschulen, kirchliche Hochschulen, private Hochschulen, Hartmer, Michael; Detmer, Hubert: Hochschulrecht. Ein Handbuch für die Praxis, 2. Auflage, Heidelberg 2011, S. 74–112.
- Die Verleihung des Dr. art. und Dr. mus. – Ein Bärendienst für Kunst und Wissenschaft, Forschung & Lehre 3/11, S. 218–221.
- Zeit für eine neue Kulturpolitik?Nordrhein-Westfälische Akademie der Wissenschaften und der Künste, Vorträge K 1, Paderborn 2010 und CIAM – III, 2008/09, Düsseldorf 2010, S. 20–48.
- Streitminderung durch Gesetzgebung am Beispiel des Kunsthochschulgesetzes NRW,Kunst im Markt – Kunst im Recht, Tagungsband des Dritten Heidelberger Kunstrechtstages, Baden-Baden 2010.
- Sammeln im Recht? Befunde und Beispiele, Paust, Bettina; Thurn, Hans Peter: SammellArten.
- Aspekte der Aneignung in Kunst und Kultur. Moyländer Diskurse zu Kunst und Wissenschaft, Band 2, Oberhausen 2009, S. 211–219.
- Bericht über das Kolloquium Wert-Schätzung in den Künsten – Maßstäbe, Definitionsmacht, Entwicklungen, forschen im Kulturmanagement, Jahrbuch für Kulturmanagement 2009, Bielefeld 2009.
- Das neue Kunsthochschulgesetz NRW und seine Auswirkungen auf das Kunsthochschulmanagement, Wissenschaftsrecht 2/2008, S. 124–145 und in: CIAM – das zweite Jahr 2006/2007, S. 66–88.
- Das neue Kunsthochschulgesetz in NRW und seine Auswirkungen auf Kunstlehrerausbildung und Schulverfassung, Impulse – Kunstdidaktik 3/2008, S. 3–10.
- Die Finanzierung der Kunsthochschulen, Berthold, Scholz, Seidler, Tag (Hrsg.) Handbuch Praxis Wissenschaftsfinanzierung, Loseblattsammlung, D 1.2 Januar 2008.
- Kunstfreiheit und Religionskritik – Eine Fallstudie, Weller, Matthias: u. a. (Hrsg.): Des Künstlers Rechte – die Kunst des Rechts, Schriften zum Kunst- und Kulturrecht, Band 2, Baden-Baden 2008, S. 31 ff.
- Freie Kunst à la Bolognese, Die Tauglichkeit des Bachelor-Master-Systems für Studiengänge der Freien Bildenden Kunst, politik und kultur, Zeitschrift des Deutschen Kulturrates, Nr. 01/07, S. 16, 17.
- Das ambivalente Verhältnis des Künstlers zum Recht. Am Beispiel Joseph Beuys, Paus, Bettina; Bilstein, Johannes; Lynen, Peter, M.; Thurn, Hans Peter: Aufbauen – Zerstören, Phänomene und Prozesse der Kunst, Moyländer Diskurse zu Kunst und Wissenschaft Band 01, Oberhausen 2007, S. 43–56.
- Der Künstler und das Recht, ein Exempel, Antrittsvorlesung an der Hochschule für Musik Köln, 9. November 2005, in leicht veränderter Fassung als Der Künstler und das Recht – zum Beispiel Joseph Beuys, in: Markus Lüpertz (Hrsg.) Frau und Hund, Zeitschrift für kursives Denken, Heft 9, S. 1310–1335, Düsseldorf 2006, und in: Moyländer Diskurse zu Kunst und Wissenschaft, Band 1, Aufbauen – Zerstören, Phänomene und Prozesse der Kunst, Oberhausen 2007, S. 43–56.
- Kunst und Arbeitsrecht, Die Schale des Rechts ist der Kern der Jurisprudenz, CIAM – das zweite Jahr 2006/2007, S. 89–105.
- Art Education (not only) in Germany Art Studies between Method and Fancy, Vilnius Academy of Fine Arts, Vilnius 2006.
- Sponsoring in der Kunst, Morlok, Martin; Alemann, Ulrich von; Streif, Thilo (Hrsg.): Sponsoring – ein neuer Königsweg der Parteienfinanzierung?, Baden-Baden 2006, S. 31–39.
- Die Kunst, Kunst zu ermöglichen, Zentrum für Internationales Kunstmanagement gegründet, Journal, Hochschule für Musik Köln, WS 2005/06, S. 20–23.
- Rezension zu Dieter Leuze: Urheberrechte der Beschäftigten im öffentlichen Dienst und in den Hochschulen, „Wissenschaftsrecht“, 32. Bd., 1999, S. 384–387 und zur 2. Aufl. in WissR, 38. Bd., 2005, S. 280, 281.
- Rundfunk für alle – Die partizipative Medienbeteiligung durch Bürgerfunk, Campus-Radio und offenen Kanal, Prütting (Hrsg.): Probleme des Zugangs zu den Medien und Telekommunikationseinrichtungen sowie Fragen der Zugangssicherung, Vortragsveranstaltung vom 9. Mai 2003, Schriftenreihe des Instituts für Rundfunkrecht an der Universität zu Köln, Band 88, München 2004, S. 49–74.
- Kulturkompetenz als Rechtbegriff? Zur Kulturkompetenz und zum Kulturmanagement, eine Darstellung und ein Vorschlag zum Kunstmanagement als Hochschuldisziplin, Beitrag für den Band: K. Bering/J.Bilstein/H.P.Thurn (Hrsg.): Kultur-Kompetenz, Aspekte der Theorie – Probleme der Praxis, S. 190–223, Oberhausen 2003.
- Podiumsdiskussion beim 51. Hochschulverbandstag 2001: Wie kommt das Neue in die Welt? März 2001, zum Thema Kreativität und Innovation – Möglichkeiten und Grenzen staatlicher Steuerung. Zu diesem Thema auch Beitrag in der Festschrift für Dieter Leuze zum 70. Geburtstag, Dienst an der Hochschule, hrsg. von Klaus Anderbrügge, Volker Epping, Wolfgang Löwer, Berlin 2003, S. 385–399.
- Eignungsprüfungen an Kunsthochschulen – Vorbild für wissenschaftliche Hochschulen? Forschung & Lehre, 2002, Heft 6, S. 296–298.
- Öffentliche Verwaltung in der Postmoderne, unter besonderer Berücksichtigung der Hochschulverwaltung, Wissenschaftsrecht im Umbruch, Gedächtnisschrift für Hartmut Krüger, herausgegeben von Peter Hanau, Dieter Leuze, Wolfgang Löwer, Hartmut Schiedermair, Berlin 2001, S. 251–274. In digitaler Form: Öffentliche Verwaltung in der Postmoderne, www.humboldt-forumrecht.de., Hochschule im Umbruch – Vom Bürokratiemodell zum New Public Management, Fernuni Hagen.
- Bildung einer künstlerischen Persönlichkeit, Studiengänge in Freier Bildender Kunst, Kunst- und Musikhochschulen in Deutschland, herausgegeben vom DAAD und der HRK, Bonn, 2001, S. 156–163 (mit engl. Übersetzung).
- Welchen rechtlichen Status braucht die Kunsthochschule? Jahrbuch 3 der Hochschule für Bildende Kunst Braunschweig, 1999, S. 94–114.
- Podiumsdiskussion zum Hochschulzugang in Deutschland – Status Quo und Perspektiven, Symposium des CHE, Gütersloh 1996, S. 109–111.
- Von Künstlern und Feuerschluckern, Recht definiert Kunst – Ein Unding? Jahreshefte der Kunstakademie Düsseldorf, Band 4, Düsseldorf, 1992/94, S. 301–316.
- Von ‚Meisterschülern‘ und ‚Diplom-Künstlern’, Jahreshefte der Kunstakademie Düsseldorf, Band 3, Düsseldorf 1990/91, S. 297–340.
- Die neue Grundordnung der Kunstakademie Düsseldorf, Jahreshefte der Kunstakademie Düsseldorf, Band 2, Düsseldorf 1989, S. 295–307.
- Stetigkeit und Wandel, Zur Verfassungsgeschichte der Kunstakademie Düsseldorf, Jahreshefte der Kunstakademie Düsseldorf, Band 1, Düsseldorf 1988, S. 257–353.
- Kostenentscheidung bei der Studienplatzvergabe im Eilverfahren, Wissenschaftsrecht, Band 11, 1978, S. 51–62.